# Robert Maertens
Robert Maertens (Boom, 24 gennaio 1930 – Wijnegem, 11 gennaio 2003) è stato un calciatore e allenatore di calcio belga, di ruolo centrocampista.

## Palmarès

### Giocatore

#### Competizioni nazionali
- Campionato belga: 1

Anversa: 1956-1957
- Coppa del Belgio: 1

Anversa: 1954-1955